# Baldwin Martin Kittel
Baldwin Martin Kittel (o Balduin) (1798 - 1885) fue un botánico y briólogo alemán
Fue traductor al alemán de la obra New elemens of botany, applied to medicine, with the use of the pupils who follow the courses of the Medical college and the Garden of the King, de Achille Richard (1794-1852) 

## Algunas publicaciones
- 1844. Taschenbuch der Flora Deutschlands ... 2ª ed. Nürenberg

### Libros
- 1826. Mémoires d'histoire naturelle. Ed. Decourchant & Gallay. 144 pp.
- 1840. Skizze der geognostischen Verhältnisse der nächsten Umgegend Aschaffenburgs. Ed. Bei C. Krebs. 63 pp.

- La abreviatura «Kitt.» se emplea para indicar a Baldwin Martin Kittel como autoridad en la descripción y clasificación científica de los vegetales.[1]